# Sioulot
Le Sioulot est une petite rivière auvergnate du Massif central au sud-ouest de la Chaîne des Puys, dans le département du Puy-de-Dôme, et un affluent gauche de la Sioule, donc un sous-affluent de la Loire par l'Allier.

## Géographie
Riche en truite fario, et de 18 km de longueur, elle prend sa source au-dessus du lac de Servières, dans la forêt domaniale de Guéry, à l'est du puy de l'Ouire (1 509 m), à 1 410 m d'altitude, sur la commune d'Orcival. Il s'appelle aussi dans cette partie haute le ruisseau de Grande Fontaine, puis le ruisseau de Servières.
Elle est un affluent gauche de la Sioule qu'elle rejoint à Saint-Pierre-Roche, à 695 m d'altitude, à l'ouest d'Olby, et en aval du moulin de Monteillet sur la Sioule, entre les lieux-dits du Monteillet et de la Miouze.

### Communes et cantons traversés
Dans le seul département du Puy-de-Dôme, le Sioulot traverse les quatre communes suivantes de l'amont vers l'aval, d'Orcival (source), Saint-Bonnet-près-Orcival, Rochefort-Montagne, Saint-Pierre-Roche (confluence).
Soit en termes de cantons, le Sioulot prend source et conflue dans le canton d'Orcines, le tout dans l'arrondissement de Clermont-Ferrand.

### Bassin versant
Le Sioulot traverse une seule zone hydrographique 'La Sioule de sa source à la Miouze (nc)' (K320) de 146 km2 de superficie. Ce bassin versant est constitué à 69,49 % de « territoires agricoles ».

## Affluents
Le Sioulot a deux tronçons affluents référencés sans nom :
- ?, rd, 0,8 km sur la seule commune d'Orcival ;
- un bras, 0,7 km sur la seule commune de Saint-Pierre-Roche.

Le rang de Strahler est donc de deux.

## Aménegements et écologie
Sur son cours, on rencontre les lieux dits le Moulin de Prades, le moulin de Massagettes, le château de Cordés, la Basilique d'Orcival, et une ferme expérimentale de l'INRA, à 400 m à l'ouest du lieu-dit les Vergnes.